# Glomma

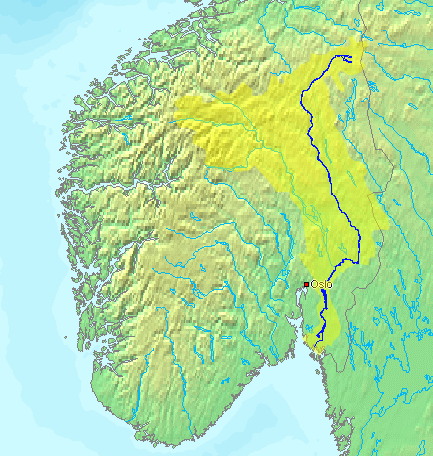
Localització

El Glomma (Glomma s'utilitza en Østfold i Akershus) o Glåma (s'utilitza en Hedmark i Sør-Trøndelag) és el principal riu de Noruega i el més llarg de tota Escandinàvia amb 604 km de llargària. Està situat a l'est de Noruega. La seva conca de 42.051 km² recull l'aigua del 13% del país (a excepció feta de 422 km² pertanyents a Suècia).
Neix al llac d'Aursunden, al nord-est de Røros, al comtat de Sør Trøndelag i després de seguir una direcció nord-sud al costat de la frontera sueca, desemboca al fiord d'Oslo (Skagerrak) prop de Fredrikstad. Forma una cascada (Sarpefossen) a Sarpsborg i és navegable fins aquell punt. Els seus principals afluents són el riu Atna, Rena, i Vorma.
Històricamednt el riu va ser utilitzat pel transport fluvial, principalment de tronc, perquè el riu passa per algunes de les regions forestals més riques en troncs del Noruega. El riu hi ha nombroses cascades que són utilitzades per centrals hidroelèctriques.
El riu ha estat contaminat per una plaga de crancs.